# St. Peter und Paul (Döhlau)

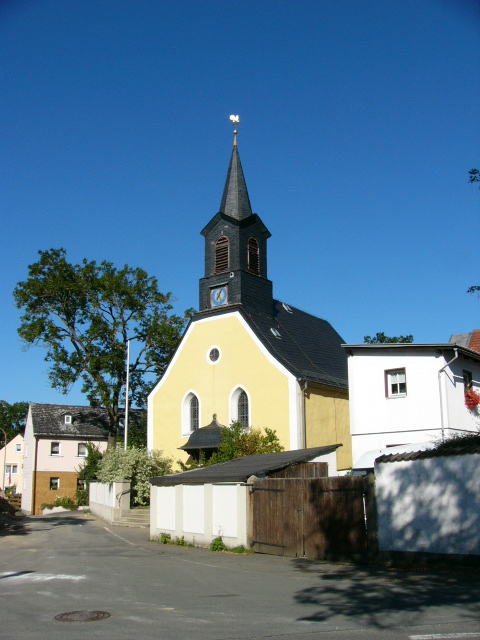
Ansicht der Kirche

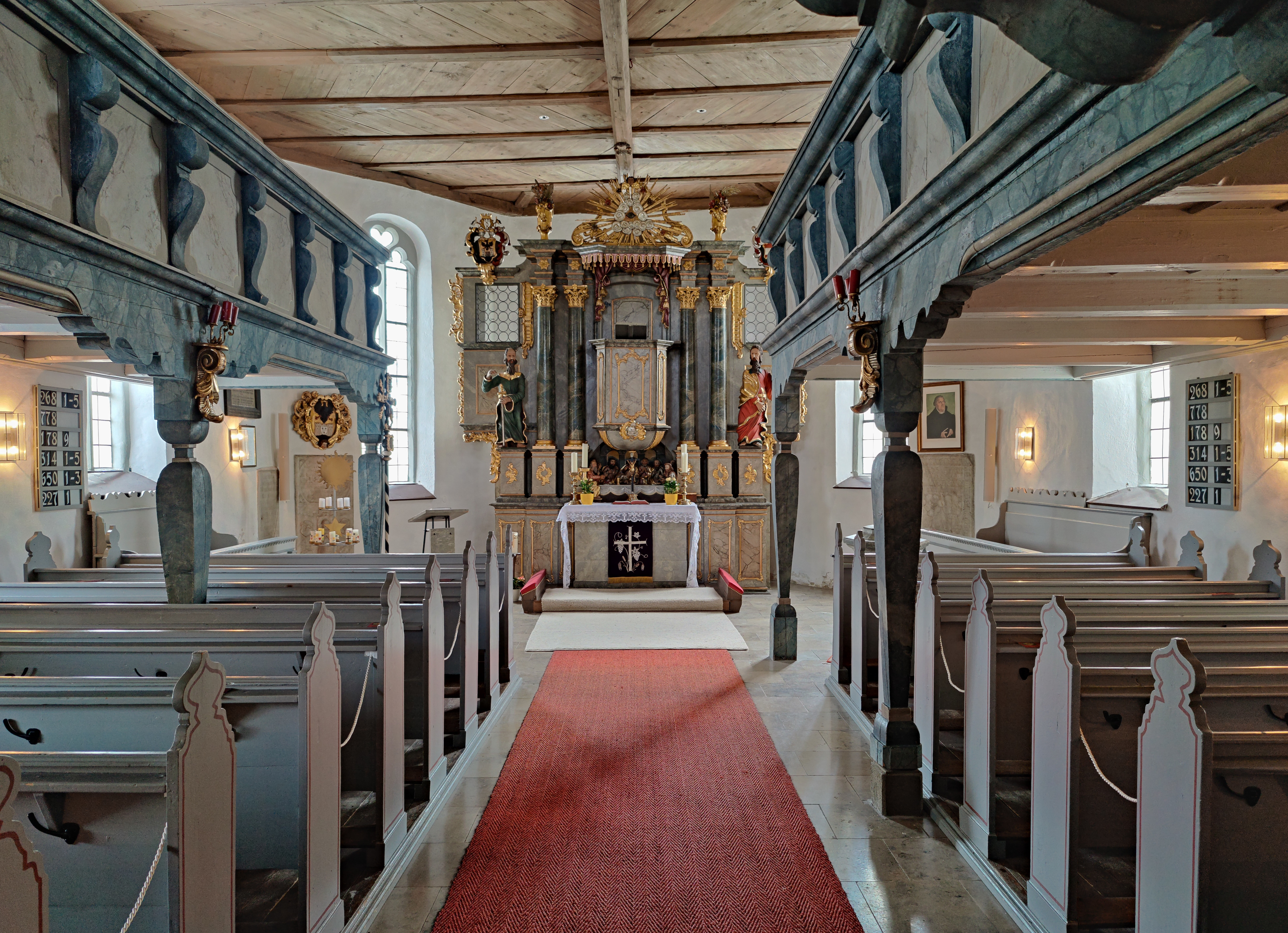
Kircheninnenraum

Die Pfarrkirche Döhlau ist eine evangelisch-lutherische Pfarrkirche in Döhlau, die Peter und Paul geweiht ist.

## Geschichte
Die Kirche ist um 1445 als Schlosskapelle der Rabensteiner zu Döhlau von Schloss Döhlau entstanden. Sie gehörte zur Pfarrei St. Lorenz in Hof. Unter Markgraf Georg dem Frommen wurde der Ort 1529 protestantisch. 1672 ging das Patronat an die Familie von Pühel über, auf die mehrere Wappendarstellungen in der Kirche hinweisen. Sie stiftete den Kanzelaltar, von dem eine Figurengruppe der Hofer Künstlerwerkstatt Knoll zugeschrieben wird, und stattete auch andere Kirchen des Hofer Umlandes aus. Weitere Wappendarstellungen beziehen sich auf die Familie von Waldenfels, die sich Mitte des 20. Jahrhunderts um die Instandhaltung der Kirche verdient gemacht hat. 

## Orgel

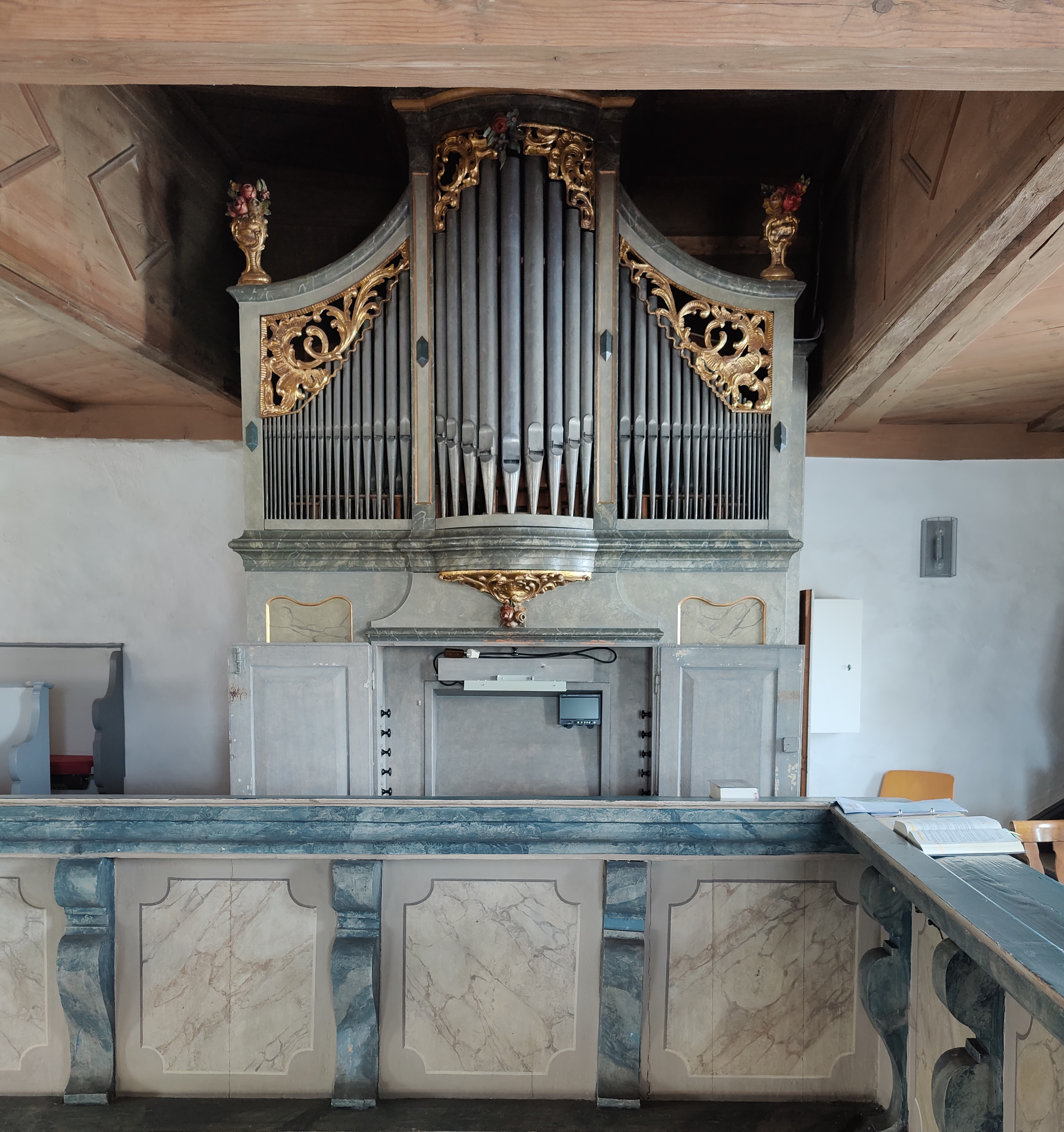
Orgel von 1709/1776

Die einmanualige Orgel wurde 1709 von Adam Heinrich Gruber erbaut. 1776 erfolgte durch Friedrich Heidenreich ein eingreifender Umbau, der einem technischen Neubau gleichkam. Heidenreich bezog aber einige alte Pfeifenreihen von Gruber ein, schuf ein neues Gehäuse mit Verzierungen im Rokokostil und erneuerte die Windladen und die Traktur. Johann Wolf aus Bayreuth entfernte bei einem Umbau 1893 die Register Koppelflöte 4′ und Octävlein 1′ und ergänzte eine Gambe 8′ und baute das Pedal durch einen Subbass 16′ selbstständig aus. 1990 folgte eine Restaurierung mit einer weiteren Umdisponierung durch den Freiburger Orgelbau Hartwig und Tilmann Späth, ohne dass der Zustand von 1776 wiederhergestellt wurde. Die Disposition umfasst neun Register und lautet wie folgt:
| I Manual C–d3   |       |
| Bourdon         | 8′    |
| Quintatön       | 8′    |
| Principal       | 4′    |
| Coppelflöte     | 4′    |
| Oktav           | 2′    |
| Quinte          | 1 ⁄3′ |
| Sesquialtera II |       |
| Mixtur III      | 1′    |

| Pedal C–c1       |     |
| fest angekoppelt |     |
| Subbass          | 16′ |